# Henri Arnaud

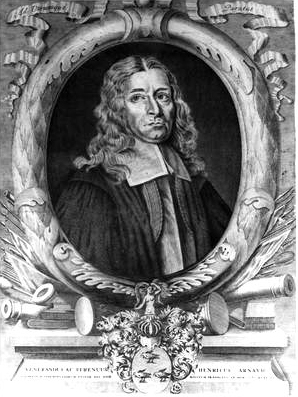
Henri Arnaud

Henri Arnaud, född 1641 i Embrun, Frankrike, död den 8 september 1721 i Schönenberg (numera del av Ötisheim), Württemberg, var en fransk protestantisk präst och militär ledare för valdenserna. Dessa hade på grund av sin tro jagats bort från sina dalar i Piemonte i Savojen. Under Arnauds ledning ryckte de 1689 in i sitt gamla land igen, och återvann det genom ett strapatsrikt fälttåg, kallat "la glorieuse rentrée". 1698 drevs de åter bort, och Arnaud och 3 000 valdensare fick tillflykt i Württemberg.